# Tweede divisie (mannenhandbal) 2020/21
De tweede divisie is de op twee na hoogste afdeling van het Nederlandse handbal bij de heren op landelijk niveau. De tweede divisie bestaat uit twee gelijkwaardige onafhankelijke groepen/competities (A en B), elk bestaande uit twaalf teams met een eigen kampioen en degradanten.

## Gevolgen van de coronacrisis in Nederland
Na het vroegtijdige beëindigen van het seizoen 2019/20 werd er op 12 september 2020 het nieuwe handbalseizoen gestart.
- Op 13 oktober maakte het kabinet nieuwe maatregelen bekend door de oplopende cijfers van de tweede golf van het coronavirus in Nederland. Door de nieuwe maatregelen is de BENE-League, HandbalNL-League en de eredivisie (en lager) stilgelegd tot onbepaalde tijd.[1]
- Door de verlengingen van de maatregelen en de komst van een totale lockdown in Nederland zijn alle competitie binnen de NHV stopgezet op 15 januari. Het NHV wil op 10 april 2021 een alternatieve competitie beginnen. Ook maakte het NHV bekend dat in het seizoen 2021/22 dezelfde poule-indelingen aanhouden, omdat de promotie-/degradatieregelingen stop zijn gezet voor het seizoen 2020/21.[2]

## Opzet
- De twee kampioenen promoveren rechtstreeks naar de eerste divisie (mits er niet al een hogere ploeg van dezelfde vereniging in de eerste divisie speelt).
- De nummer elf speelt een beslissingswedstrijd voor lijfsbehoud in de tweede divisie.
- De nummer twaalf degraderen rechtstreeks naar de hoofdklasse.

Er promoveren dus 2 ploegen, en er degraderen 6 (gelijk aan het aantal hoofdklassen bij de heren plus twee extra) ploegen.

## Tweede divisie A

### Teams
| Ploeg                         | Plaats            | Provincie     |
| ----------------------------- | ----------------- | ------------- |
| AHV Achilles                  | Apeldoorn         | Gelderland    |
| Artemis '15                   | Wehl              | Gelderland    |
| D.O.S.                        | Emmer-Compascuum  | Drenthe       |
| E&O 2                         | Emmen             | Drenthe       |
| Ha-STU                        | Nijmegen          | Gelderland    |
| Havas 2                       | Almere            | Flevoland     |
| H.V.C.                        | Barger-Compascuum | Drenthe       |
| Reehorst                      | Ede               | Gelderland    |
| UGHV                          | Ulft              | Gelderland    |
| U.S.                          | Amsterdam         | Noord-Holland |
| Commandeur/VVW                | Wervershoof       | Noord-Holland |
| B&B Healthcare/WHC-Hercules 2 | Den Haag          | Zuid-Holland  |

>> Resterende programma afgelast, het getoonde is de oorspronkelijke planning. <<

### Stand
| Pos | Club                          | Wed | W | G | V | Ptn | DV | DT | +/− | Opmerking                    |
| --- | ----------------------------- | --- | - | - | - | --- | -- | -- | --- | ---------------------------- |
| 1   | Artemis '15                   | 3   | 3 | 0 | 0 | 6   | 73 | 60 | +13 | Promotie naar eerste divisie |
| 2   | Ha-STU                        | 2   | 2 | 0 | 0 | 4   | 60 | 37 | +23 |                              |
| 3   | Commandeur/VVW                | 2   | 2 | 1 | 0 | 3   | 59 | 50 | +9  |                              |
| 4   | E&O 2                         | 1   | 1 | 0 | 0 | 2   | 28 | 27 | +1  |                              |
| 5   | AHV Achilles                  | 2   | 1 | 0 | 1 | 2   | 49 | 44 | +5  |                              |
| 6   | U.S.                          | 2   | 1 | 0 | 1 | 2   | 54 | 53 | +1  |                              |
| 7   | Reehorst                      | 3   | 1 | 0 | 2 | 2   | 79 | 78 | +1  |                              |
| 8   | B&B Healthcare/WHC-Hercules 2 | 3   | 1 | 0 | 2 | 2   | 68 | 80 | -12 |                              |
| 9   | UGHV                          | 3   | 0 | 1 | 2 | 1   | 68 | 79 | -11 |                              |
| 10  | Havas 2                       | 0   | 0 | 0 | 0 | 0   | 0  | 0  | 0   |                              |
| 11  | D.O.S.                        | 1   | 0 | 0 | 1 | 0   | 14 | 32 | -18 | Beslissingswedstrijd         |
| 12  | H.V.C.                        | 2   | 0 | 0 | 2 | 0   | 45 | 57 | -12 | Degradeerd naar hoofdklasse  |

## Tweede divisie B

### Teams
| Ploeg               | Plaats      | Provincie     |
| ------------------- | ----------- | ------------- |
| Atomium '61         | Rotterdam   | Zuid-Holland  |
| DIOS                | Den Hoorn   | Zuid-Holland  |
| Feyenoord Handbal 2 | Rotterdam   | Zuid-Holland  |
| Groene Ster         | Zevenbergen | Noord-Brabant |
| Habo '95            | Boekel      | Noord-Brabant |
| Hellas 3            | Den Haag    | Zuid-Holland  |
| HVOS                | Spijkenisse | Zuid-Holland  |
| PSV Handbal         | Eindhoven   | Noord-Brabant |
| Rapiditas           | Weert       | Limburg       |
| Vios                | Heythuysen  | Limburg       |
| WPK/Westlandia      | Naaldwijk   | Zuid-Holland  |

>> Resterende programma afgelast, het getoonde is de oorspronkelijke planning. <<

### Stand
| Pos | Club                | Wed | W | G | V | Ptn | DV | DT | +/− | Opmerking                    |
| --- | ------------------- | --- | - | - | - | --- | -- | -- | --- | ---------------------------- |
| 1   | Atomium '61         | 2   | 2 | 0 | 0 | 4   | 56 | 53 | +3  | Promotie naar eerste divisie |
| 2   | PSV Handbal         | 3   | 2 | 0 | 1 | 4   | 81 | 64 | +17 |                              |
| 3   | Rapiditas           | 3   | 2 | 0 | 1 | 4   | 66 | 68 | -2  |                              |
| 4   | Habo '95            | 2   | 1 | 1 | 0 | 3   | 56 | 52 | +4  |                              |
| 5   | HVOS                | 1   | 1 | 0 | 0 | 2   | 31 | 23 | +8  |                              |
| 6   | Hellas 3            | 1   | 1 | 0 | 0 | 2   | 27 | 20 | +7  |                              |
| 7   | Vios                | 3   | 1 | 0 | 2 | 2   | 77 | 73 | +4  |                              |
| 8   | Groene Ster         | 1   | 0 | 1 | 0 | 1   | 29 | 29 | 0   |                              |
| 9   | Feyenoord Handbal 2 | 1   | 0 | 0 | 1 | 0   | 20 | 27 | -7  |                              |
| 10  | WPK/Westlandia      | 2   | 0 | 0 | 2 | 0   | 44 | 58 | -14 | Beslissingswedstrijd         |
| 11  | DIOS                | 2   | 0 | 0 | 3 | 0   | 63 | 83 | -20 | Degradeerd naar hoofdklasse  |

## Referentie
1. ↑  Handbal competities stilgelegd tot en met 10 november wegens nieuwe maatregelen Coronavirus. Handbal (14 oktober 2020). Gearchiveerd op 22 oktober 2020. Geraadpleegd op 17 oktober 2020.
2. ↑  Alternatieve handbalcompetities vanaf 10 april als gevolg van verlengde lockdown/. NHV (15 januari 2021). Gearchiveerd op 5 mei 2021. Geraadpleegd op 15 januari 2021.